# Anthodioctes vernoniae
Anthodioctes vernoniae är en biart som först beskrevs av Carlos Schrottky 1911.  Anthodioctes vernoniae ingår i släktet Anthodioctes och familjen buksamlarbin. Inga underarter finns listade i Catalogue of Life.